# Йди (фільм)
«Йди» (англ. GO) — японська підліткова драма режисера Ісао Юкісади, знята на основі однойменного роману Кадзукі Канеширо. Прем'єра фільму відбулася 20 жовтня 2001 року.

## У ролях
- Йосуке Кубодзука — Суґіхара
- Ко Шибасакі — Сакурай Цубакі
- Шинобу Отаке — Мічіко, матір Суґіхари
- Цутому Ямадзакі — Хідейоші, батько Суґіхари
- Хірофумі Арай — Вон Су
- Міцу Мурата — Като
- Такато Хосоямада — Джон Іль

## Нагороди
| Рік  | Премія                    | Категорія                      | Номінант                      | Результат |
| ---- | ------------------------- | ------------------------------ | ----------------------------- | --------- |
| 2002 | Премія Японської академії | Найкращий режисер              | Ісао Юкісада                  | Перемога  |
| 2002 | Премія Японської академії | Найкращий актор                | Йосуке Кубодзука              | Перемога  |
| 2002 | Премія Японської академії | Найкращий актор другого плану  | Цутому Ямадзакі               | Перемога  |
| 2002 | Премія Японської академії | Найкраща акторка другого плану | Ко Шибасакі                   | Перемога  |
| 2002 | Премія Японської академії | Найкраща акторка другого плану | Шинобу Отакке                 | Номінація |
| 2002 | Премія Японської академії | Найкращий сценарій             | Канкуро Кудо                  | Перемога  |
| 2002 | Премія Японської академії | Найкраща операторська робота   | Кацумі Янаґішіма              | Перемога  |
| 2002 | Премія Японської академії | Найкращий монтаж               | Такеші Імаі                   | Перемога  |
| 2002 | Премія Японської академії | Найкраща музика до фільму      | Йоко Кумаґай, Хідехіко Ураяма | Номінація |
| 2002 | Блакитна стрічка          | Найкращий актор другого плану  | Цутому Ямадзакі               | Перемога  |
| 2002 | Блакитна стрічка          | Найкраща нова акторка          | Ко Шибасакі                   | Перемога  |
| 2002 | Блакитна стрічка          | Найкращий режисер              | Ісао Юкісада                  | Перемога  |